# Patrick McNair
Patrick James Coleman McNair, ou apenas Paddy McNair (Ballyclare, 27 de abril de 1995) é um futebolista norte-irlandês que atua como zagueiro. Atualmente, defende o San Diego FC.

## Clubes

### Manchester United
Debutou no Manchester United como atleta profissional em setembro de 2014, contra o West Ham devido a uma série de lesões na zaga titular.

### Sunderland
Em 11 de agosto de 2016 foi contratado pelo Sunderland por quatro temporadas.

## Seleção Norte-Irlandesa
Estreou pela Seleção Norte-Irlandesa principal em 25 de março de 2015 em partida amistosa contra a Escócia. Ele fez parte do elenco da Seleção Norte-Irlandesa de Futebol da Eurocopa de 2016.